# Rosa Gilissen-Vanmarcke
Rosa Gilissen-Vanmarcke (* 7. März 1944 in Menen, Belgien) ist eine flämische Bildhauerin.
Rosa Gilissen-Vanmarcke erhielt von 1961 bis 1963 an der Kunstakademie Kortrijk eine Ausbildung zur Keramikerin, Bildhauerin und Modezeichnerin. Ein Studium an der Technischen Universität in Kortrijk schloss sie 1964 mit einem Diplom zur Textilingenieurin ab. Ab 1994 studierte sie am Studio für Kunsterziehung der Universität Bonn. 2000 erhielt Gilissen-Vanmarcke einen Lehrauftrag für Experimentelle Plastik am Studio für Kunsterziehung der Universität Bonn. 2005 erhielt sie am Studio für Kunsterziehung der Universität Bonn einen Lehrauftrag für Bildhauerei.
Gilissen-Vanmarcke wohnte bis 2009 in Breunfeld, Gemeinde Nümbrecht. 2009 verlegten die Künstlerin und ihr Mann ihren Wohnsitz nach Belgentier in Südfrankreich, wo sie auch ihr Atelier hat.

## Werke

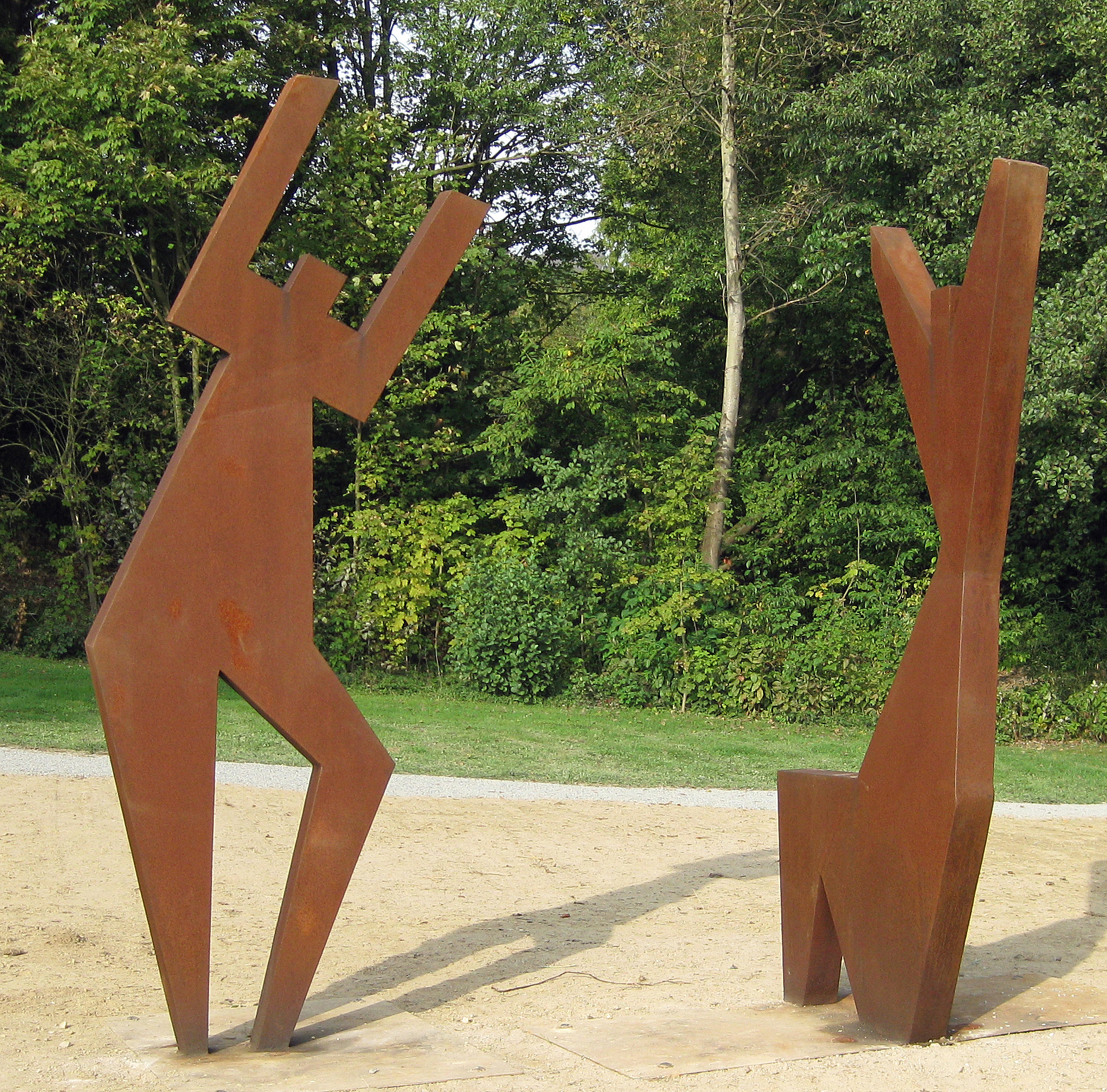
Skulptur Joy, aufgestellt 2005 in Nümbrecht

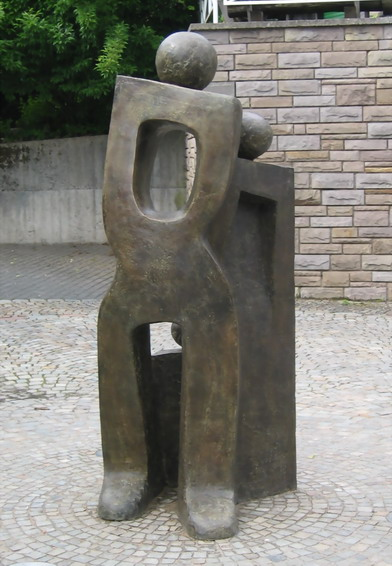
Skulptur Ein Traum, aufgestellt 2005 in Nümbrecht

- Bronzeskulptur Begegnung am Raiffeisenplatz in Much, eingeweiht 2000
- Keramikskulptur Bart & Elfi am Ortseingang in Belgentier, eingeweiht 2002
- Skulptur Gefallener Torso, erworben 2004 durch Kunstsammlung Oberberg, Gummersbach
- Bronzeskulptur Traum, eingeweiht am 4. Juni 2005 in der Alten Poststraße in Nümbrecht
- Metallskulptur Freude, 2001, eingeweiht am 29. Juli 2009 im Kurpark in Nümbrecht durch den Kunstverein Nümbrecht[4]
- Bronzeskulptur Vue de loin, eingeweiht 2015 in Chateau Solliès-Pont
- Stahlbetonskulptur Couple, eingeweiht 2016 auf dem Platz Square Eugène et Walda VIES Justes parmi les Nations in Solliès-Pont
- Raku-Skulptur La petite belle, eingeweiht 2016 in Belgentier
- Stahlbetonskulptur Pereisc, eingeweiht 2017 am Chateau Pereisc, Belgentier

## Ausstellungen (Auswahl)
- 1966, Apollo-Künstlergruppe Kring, Leuven
- 1966, Folklore Gallery, Paris
- 1967, Kulturzentrum, Brüssel
- 1968, Ausstellung von 68 Kunst, Leuven
- 1971, Goldene Nadel, Leiden
- 1978, Bühnenhaus, Gummersbach
- 1979, Art Fair, Much
- 1982, Gallery of Arts Bernice, Steyl
- 1990, Kunstgalerie, Frankfurt
- 1994, Galerie Sichel, Esch
- 1997, Galerie Langheinz, Darmstadt
- 1997, Rathaus und Kirche Saint – Martin, Much
- 1998, Haus der Kunst, Nümbrecht
- 1998, Galerie am Brunnen, Bergisch Gladbach
- 2004, Orangerie von Schloss Homburg
- 2010 Adieu Nümbrecht, Haus der Kunst Nümbrecht[5]
- 2015, Galerie Pier 3, Sassnitz